# Osthessen News
Osthessen News (Eigenschreibweise in Großbuchstaben OSTHESSEN|NEWS) ist ein Online-Nachrichtenportal mit dem Schwerpunkt auf regionalen Nachrichten aus Osthessen mit den Landkreisen Fulda, Hersfeld-Rotenburg, Vogelsberg, Main-Kinzig und der Rhön. 

## Geschichte und Beschreibung
Gegründet wurde das Online-Nachrichtenportal Osthessen News im Jahr 2000 durch die Journalisten Martin Angelstein und Gabriele Weigand-Angelstein. Chefredakteur ist Christian P. Stadtfeld. Betreiber ist die Medienkontor M. Angelstein GmbH & Co. KG aus Fulda, Sitz ist Fulda-Neuenberg.
2017 wurde eine Kooperation mit dem Nachrichtenportal Focus Online eingegangen, seitdem werden einzelne regionale Berichte auf der Webseite focus.de veröffentlicht.
Osthessen News ist ein IVW-geprüftes Medium. Hiernach hat osthessen-news.de monatlich bis zu 94 Millionen Seitenabrufe bei ca. 6,6 Millionen Visits (Stand Februar 2024).